# Cooköarna vid världsmästerskapen i simsport 2024
Cooköarna tävlade vid världsmästerskapen i simsport 2024 i Doha i Qatar mellan den 2 och 18 februari 2024. Cooköarna hade en trupp på fyra idrottare, varav två kvinnor och två män.

## Tävlande per sport
Följande är en lista över antalet tävlande per sport.
| Sport   | Herrar | Damer | Totalt |
| ------- | ------ | ----- | ------ |
| Simning | 2      | 2     | 4      |
| Totalt  | 2      | 2     | 4      |

## Simning
Herrar
| Idrottare      | Gren           | Heat    | Heat      | Semifinal        | Semifinal        | Final            | Final            |
| Idrottare      | Gren           | Tid     | Placering | Tid              | Placering        | Tid              | Placering        |
| -------------- | -------------- | ------- | --------- | ---------------- | ---------------- | ---------------- | ---------------- |
| Wesley Roberts | 100 m frisim   | 49,41   | 30        | Gick inte vidare | Gick inte vidare | Gick inte vidare | Gick inte vidare |
| Wesley Roberts | 200 m frisim   | 1.49,78 | 35        | Gick inte vidare | Gick inte vidare | Gick inte vidare | Gick inte vidare |
| Jacob Story    | 100 m bröstsim | 1.04,32 | 53        | Gick inte vidare | Gick inte vidare | Gick inte vidare | Gick inte vidare |
| Jacob Story    | 200 m bröstsim | 2.22,66 | 30        | Gick inte vidare | Gick inte vidare | Gick inte vidare | Gick inte vidare |

Damer
| Idrottare        | Gren            | Heat    | Heat      | Semifinal        | Semifinal        | Final            | Final            |
| Idrottare        | Gren            | Tid     | Placering | Tid              | Placering        | Tid              | Placering        |
| ---------------- | --------------- | ------- | --------- | ---------------- | ---------------- | ---------------- | ---------------- |
| Lanihei Connolly | 50 m bröstsim   | 32,03   | 26        | Gick inte vidare | Gick inte vidare | Gick inte vidare | Gick inte vidare |
| Lanihei Connolly | 100 m bröstsim  | 1.10,87 | 34        | Gick inte vidare | Gick inte vidare | Gick inte vidare | Gick inte vidare |
| Mia Laban        | 50 m fjärilsim  | 30,08   | 43        | Gick inte vidare | Gick inte vidare | Gick inte vidare | Gick inte vidare |
| Mia Laban        | 100 m fjärilsim | 1.07,35 | 39        | Gick inte vidare | Gick inte vidare | Gick inte vidare | Gick inte vidare |

Mixat
| Idrottare                                             | Gren           | Heat    | Heat      | Final            | Final            |
| Idrottare                                             | Gren           | Tid     | Placering | Tid              | Placering        |
| ----------------------------------------------------- | -------------- | ------- | --------- | ---------------- | ---------------- |
| Jacob Story Lanihei Connolly Wesley Roberts Mia Laban | 4×100 m medley | 4.05,80 | 22        | Gick inte vidare | Gick inte vidare |